# Macromitrium nepalense
Macromitrium nepalense är en bladmossart som beskrevs av Schwaegrichen 1827. Macromitrium nepalense ingår i släktet Macromitrium och familjen Orthotrichaceae. Inga underarter finns listade i Catalogue of Life.